# Klaus Brettschneider
Klaus Brettschneider (1966) è un cantante e percussionista tedesco. Da bambino come membro del celebre Tölzer Knabenchor fu rinomata voce bianca solista e interprete di Monteverdi, Pergolesi e Wagner. Prosegue la sua carriera musicale da adulto come percussionista nella Orchestra Filarmonica del Lussemburgo.

## Biografia
Klaus Brettschneider ha iniziato la sua carriera musicale nel celebre Tölzer Knabenchor, diretto da Gerhard Schmidt-Gaden. Ben presto il suo talento lo porta a diventarne una delle principali voci soliste.
Nel 1978 interpreta la parte del pastore nel Tannhäuser di Richard Wagner, diretto da Sir Colin Davis al Festival di Bayreuth. Nel 1979 è tra i solisti nella registrazione su disco dello Stabat Mater di Giovanni Battista Pergolesi eseguito dal Tölzer Knabenchor sotto la direzione di Gerhard Schmidt-Gaden. Sempre con il Tölzer Knabenchor partecipa come solista a numerosi concerti nei principali palcoscenici europei, dalla Scala di Milano a Salisburgo.
Recita il ruolo di "Cupido/Amore" in teatro (al Festival di Edimburgo e all'Opernhaus Zürich) e quindi nelle registrazioni video de L'incoronazione di Poppea e de Il ritorno d'Ulisse in patria di Claudio Monteverdi, diretti rispettivamente nel 1979 e 1980 da Nikolaus Harnoncourt per la regia di Jean-Pierre Ponnelle.
Fin da giovane Brettschneider era attratto dagli strumenti a percussione, così giunto al termine naturale della sua carriera di voce bianca si perfezionò nel loro studio alla Hochschule für Musik und Theater München con Peter Sadlo e Edgar Guggeis. Dal 1995, dopo aver ricoperto incarichi nella Robert-Schumann-Philharmonie di Chemnitz e nella Staatsorchester am Gärtnerplatz di Monaco, ha trovato la sua sede musicale come percussionista nell'Orchestra Filarmonica del Lussemburgo (OPL). Dal 2002 al 2012, oltre alla sua posizione nell'orchestra, è stato anche direttore artistico del Dipartimento dell'Educazione, e quindi responsabile dei programmi educativi della OPL. Come percussionista ha contribuito anche ad alcune registrazioni sotto la direzione di Maurice Ohana.